# Baú da Felicidade
O Baú da Felicidade é uma empresa brasileira; pertence ao Grupo Silvio Santos.

## Criação
Manuel de Nóbrega, que comandava o programa humorístico Praça da Alegria na antiga TV Paulista, criou a empresa, que vendia baús – cobertos de veludo bordô – com presentes de Natal a prestações. Os clientes encomendavam cestas de Natal e iam pagando ao longo do ano para receber depois.
Em 1958, o radialista e animador Silvio Santos ganhou de seu amigo Manuel o Baú da Felicidade, àquela altura quase falida. O escritório era no próprio quarto de pensão onde morava na capital paulista, com um caixote servindo de mesa.
Em junho de 1963, Silvio cria a BF Utilidades Domésticas e Brinquedos e transforma o Baú da Felicidade, oferecendo produtos como geladeiras, televisores e panelas, que eram escolhidos na própria loja do Baú. Posteriormente, até Fuscas eram sorteados.
Na década de 1970, Carlos Alberto de Nóbrega acusou Silvio de tê-lo roubado. Ele afirmava ter direito a 10% do Baú da Felicidade.

## Funcionamento
O cliente do Baú adquire um carnê, chamado Carnê de Mercadorias, e que deve ser pago mensalmente (rigorosamente em dia), e concorria a sorteios de prêmios. Após um prazo determinado, o cliente poderia trocar o valor pago por mercadorias à sua escolha nas lojas do Baú.
O cliente também poderia ser sorteado para participar de programas do SBT como o Todos contra Um, Roda a Roda, Festival da Casa Própria, Pra Ganhar é Só Rodar e Tentação, entre outros.
No dia 31 de julho de 2011 foi anunciada a venda das Lojas do Baú Crediário para o Magazine Luiza por R$ 83 milhões. A marca ainda continua sob a propriedade de Silvio Santos, que a desativou em 2013.

## Extinção do Carnê do Baú
O processo de extinção do carnê, no qual os clientes pagavam mensalmente e concorriam a prêmios na TV e trocavam por mercadorias ao final do pagamento das mensalidades, teve início em 2007, quando sua comercialização foi suspensa e sua rede de vendedores espalhados por todo o país foi desativada.
Em entrevista ao jornal O Estado de S. Paulo, José Roberto Prioste, diretor de Varejo do Grupo Silvio Santos, explicou o motivo que levou à extinção do produto. "O grupo decidiu acabar com o carnê porque com tanta oferta de crédito, parcelamentos e facilidades de comprar, não havia mais mercado para esse tipo de produto", conta o executivo, que informa que, mensalmente, as Lojas do Baú ainda realizam cerca de três mil trocas de carnês por mercadorias.
Com o fim do carnê, Silvio Santos resolveu transformar as Lojas do Baú em Lojas do Baú Crediário. A partir daí, as lojas passaram a vender mercadorias sem o intermédio do carnê, no modelo crediário, onde as pessoas levam as mercadorias antes de pagá-las.

## O retorno do Baú
Com a crise financeira em alta e oferta de crédito baixa, Silvio Santos retoma a comercialização de carnês do Baú, à venda em lojas, a partir de 1° de julho de 2015, anunciado em propaganda piscante em programas do SBT, pertencente ao Grupo Sílvio Santos.
Aproveitando o sucesso dos cosméticos Jequiti, que faturam mais de R$ 500 milhões por ano, Silvio Santos resolveu relançar a marca Baú da Felicidade (Baú da Felicidade Jequiti). Em novembro de 2015, o novo carnê do Baú começa a ser comercializado tendo como garota-propaganda Patrícia Abravanel e custando R$ 120,00 em 12 mensalidades de R$ 10,00 durante um ano, e, ao final, o cliente poderá resgatar R$ 150,00 em produtos. Em janeiro de 2016, o programa semanal do Baú voltou à programação do SBT, com direito ao clássico pião e os prêmios "em barras de ouro que valem mais que dinheiro".
No dia 31 de janeiro de 2016, o SBT, em parceria com o Baú da Felicidade Jequiti, reestreia o programa Pra Ganhar é Só Rodar e, logo após, dia 1º de fevereiro de 2016, o programa Caldeirão da Sorte volta à programação do SBT, dessa vez como um programa diário com duração de 5 minutos, apresentado por Silvio Santos que faz parte da nova leva de programas do Baú.
Atualmente, o Baú da Felicidade permite que os participantes paguem parcelas de R$ 18,00 por mês durante 12 meses. Com isso, eles têm direito a participar de sorteios e, ao final do período, podem resgatar R$ 240,00 em produtos da Jequiti. Esse sistema oferece uma forma acessível de concorrer a prêmios e obter benefícios em produtos de beleza e cuidados pessoais. Baú da Felicidade - Jequiti.